# Bacino Piceance

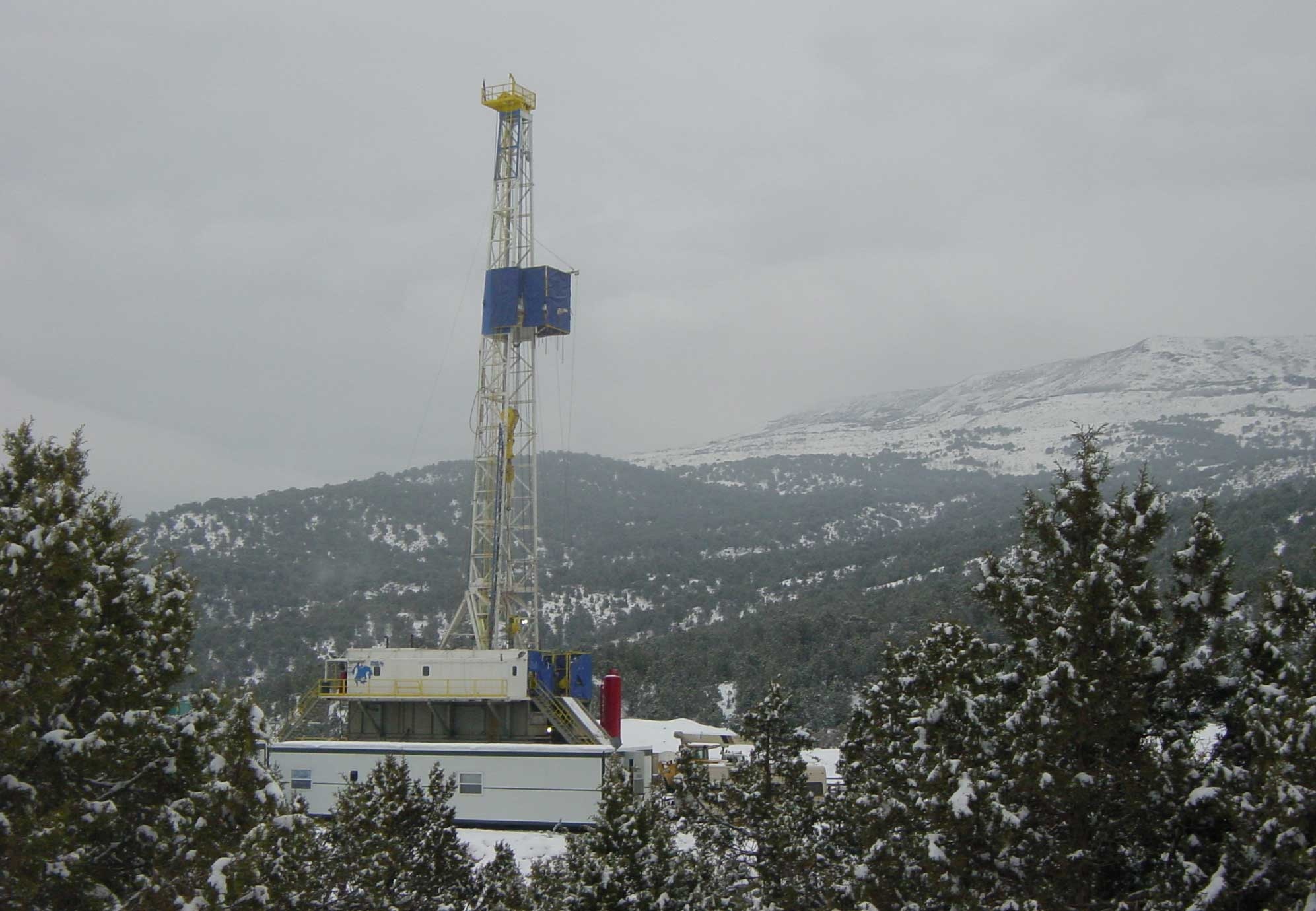
Estrazione di gas naturale nel bacino nei pressi di Rifle, nel Colorado.

Il bacino Piceance è un bacino strutturale situato nel nordovest del Colorado, negli Stati Uniti d'America. Include formazioni geologiche che vanno dal Cambriano all'Olocene; la sezione più spessa è costituita da rocce che risalgono al Cretacico.
Il bacino contiene importanti riserve di carbone, gas naturale e petrolio da scisti bituminosi.

## Gas naturale
In anni recenti, il bacino è diventato oggetto di un'intensa attività di estrazione di gas naturale. Le ricerche si sono concentrate soprattutto nella Williams Fork Formation che fa parte del Mesaverde Group, risalente al Cretacico. La formazione Williams Fork ha una sezione dello spessore di alcune migliaia di metri di shale, arenaria e carbone depositatisi in un ambiente di piana costiera.
Era noto da tempo che la formazione conteneva gas naturale, ma la limitata estensione areale e la bassa permeabilità delle riserve di arenaria rendevano in passato antieconomica l'estrazione. Nell'ultimo decennio, lo sviluppo delle tecnica di fratturazione idraulica e l'aumento dei prezzi del gas hanno reso vantaggioso lo sfruttamento delle risorse di quest'area.